# Фриз (Вирџинија)
Фриз (енгл. Fries) град је у америчкој савезној држави Вирџинија. По попису становништва из 2010. у њему је живело 484 становника.

## Демографија
Према попису становништва из 2010. у граду је живело 484 становника, што је 130 (21,2%) становника мање него 2000. године.
| Група             | 2000.       | 2010.       |
| Белци             | 601 (97,9%) | 465 (96,1%) |
| Афроамериканци    | 4 (0,7%)    | 5 (1,0%)    |
| Азијати           | 0 (0,0%)    | 1 (0,2%)    |
| Хиспаноамериканци | 6 (1,0%)    | 6 (1,2%)    |
| Укупно            | 614         | 484         |